# Пражская пневматическая почта
Пражская пневматическая почта (чеш. Pražská potrubní pošta) — последняя в мире сохранившаяся муниципальная пневматическая почтовая система. Это подземная система металлических труб, проложенных под центральной частью Праги, общей протяженностью около 55 км (34 мили). Система была запущена в эксплуатацию в 1889 году и использовалась правительством, банками и средствами массовой информации, пока не была выведена из строя в результате наводнения в Европе в августе 2002 года.

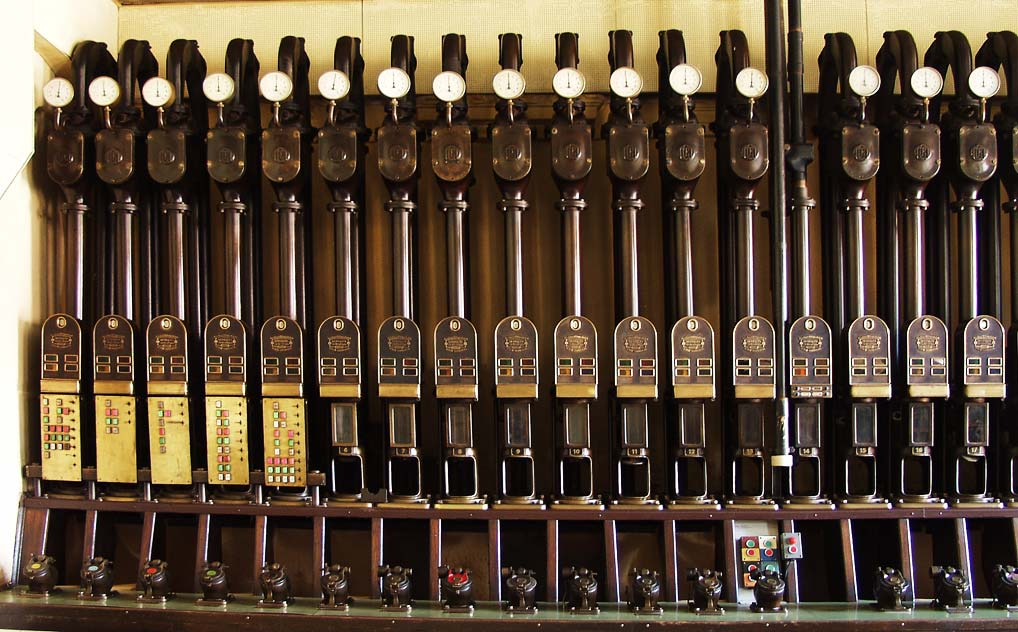
Основная панель управления, показывающая входы, выходы и контроллеры линий

Проданная бывшим владельцем — чешским подразделением компании Telefónica O2 после некоторых ограниченных попыток ремонта, система теперь принадлежит бизнесмену Зденеку Дражилу, который объявил о планах отремонтировать и снова открыть её как действующую туристическую достопримечательность. Однако по состоянию на 2012 год система оставалась неработающей.

## История
Пневматическая почта Праги начала предоставлять публичные услуги 4 марта 1889 года. Но первая линия была построена ещё в 1887 году. Однако, сначала она служила только для внутренних нужд почтового ведомства. Она шла от главпочтамта на улице Йиндржишска (рядом с Вацлавской площадью) до почтового отделения на Малой площади (рядом со Староместской площадью) в Старом городе. (Это бюро располагалось в угловом доме с улицей Линхартска, принадлежавшем компании В. Й. Ротта, рядом с домом, который сегодня называется «У Ротта».) Позже первая линия была продолжена до Пражского Града, её длина, при этом, превысила 5 км. Прага была пятым городом в мире, получившим пневматическую почтовую систему после Лондона, Вены, Берлина и Парижа, что считалось большим достижением для Праги.
Первоначально система использовалась в основном для отправки телеграмм. По состоянию на 1901 год между главным почтамтом Праги и телеграфом было подключено всего три станции.
Система была создана для желающих быстро отправить документ. Документ доставляли на почту и помещали в металлическую капсулу. Затем клерк опускал металлическую капсулу в люк, ведущий в заранее назначенное место. После того, как клерк нажимал кнопку, капсула перемещалась сжатым воздухом по сети труб под тротуаром.
Основной рост сети приходится на экономически благополучную эпоху 1927—1932 гг. В те годы строились новые дорожки и перевозились десятки тысяч капсул в месяц. Во время Пражского восстания пневматическая почта участвовала в снабжении осажденного здания Чешского радио.
В конце 1990-х система использовалась более чем 20 абонентами и работала в убыток, поэтому сохранялась, скорее, из соображений престижа. Её использование постепенно уменьшалось. Наводнение 2002 года серьёзно повредило её, затопив 5 из 11 подземных машинных отделений.

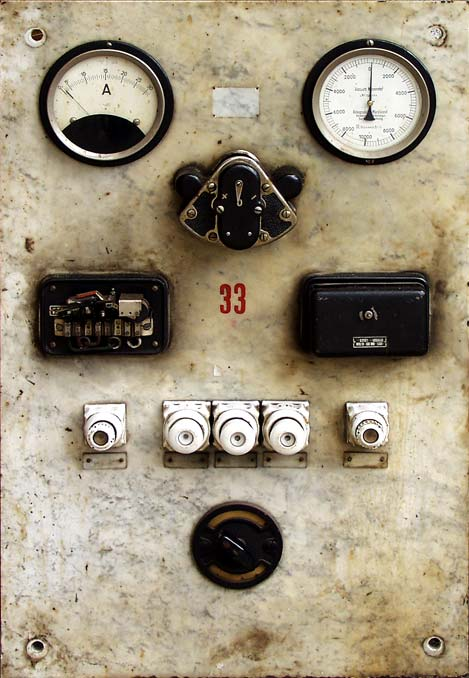
Панель управления воздушным насосом с амперметром и манометром, установленными на мраморной плите.

## Трубы
Линии состоят из стальных труб диаметром 65 мм и толщиной стенки 2,5-3 мм. Трубы соединяются герметичными муфтами длиной 14 см для обеспечения идеальной соосности, а затем свариваются вместе, обеспечивая герметичность. Чтобы блуждающие напряжения не вызывали чрезмерную коррозию, между сегментами труб в некоторых местах вставлены керамические изоляторы. Трубы, проложенные под землей, защищены снаружи слоем стекловолокна, намотанным при повышенной температуре и покрытым горячим асфальтом. Трубопровод обычно прокладывается под пражскими тротуарами на глубину 80-120 см. Внутри зданий и в пражской сети магистральных трубопроводов трубы просто покрываются антикоррозийной краской.
Минимальный радиус изгиба для подземных труб составляет 250 см, но чаще всего используется радиус 300 см. Внутри зданий допускается радиус изгиба до 200 см. Отводы изготавливаются из специальных труб, отожженных при нормальной температуре, с помощью гибочного станка, изготовленного по индивидуальному заказу.
Вдоль трубы проложен сигнальный кабель, обеспечивающий связь с элементами системы.
Линии оборудованы колодцами, в которых можно вскрыть и осмотреть трубопровод или извлечь застрявшую капсулу. Для этой цели по системе можно отправить более тяжелую капсулу, которая движется под давлением до 30 атмосфер, и выбивает застрявшую капсулу.

## Транспортные капсулы
В системе используются алюминиевые капсулы с внешним диаметром 48 мм и длиной 200 мм. На заднем конце они снабжены пластиковым кольцом, предотвращающим трение о стенки трубы, и мягкой пластиковой юбкой, герметизирующей воздух за капсулой. Диаметр заднего ободка 57 мм. Оставшиеся 8 мм отверстия закрыты только юбкой, что обеспечивает превосходную герметичность и в то же время низкое трение.

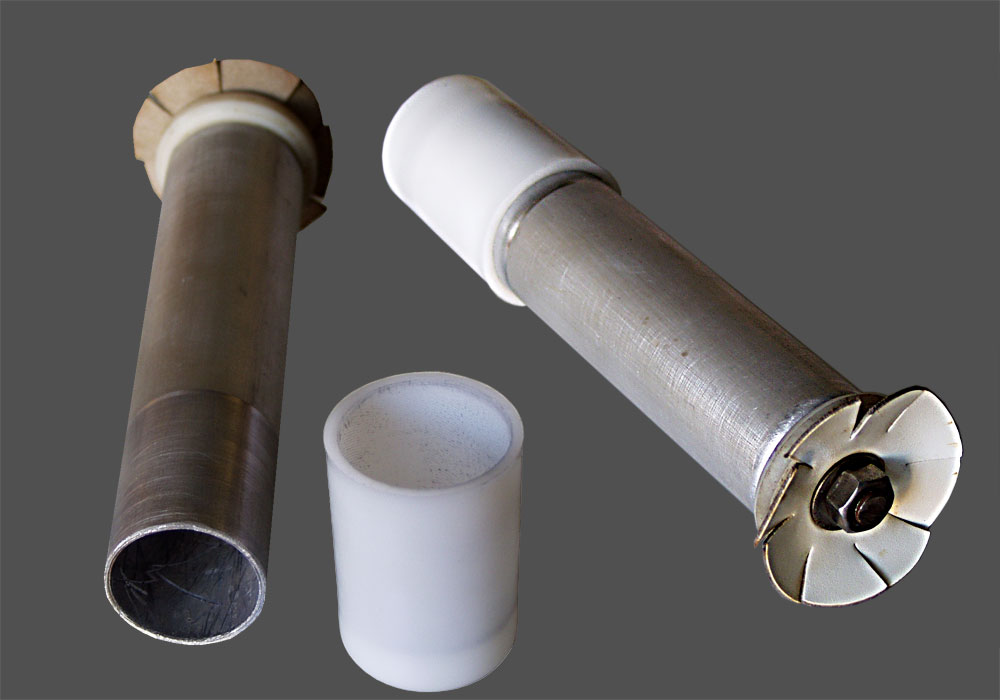
Капсула для транспортировки посылок по пражской сети пневматической почты.

## Силовые установки

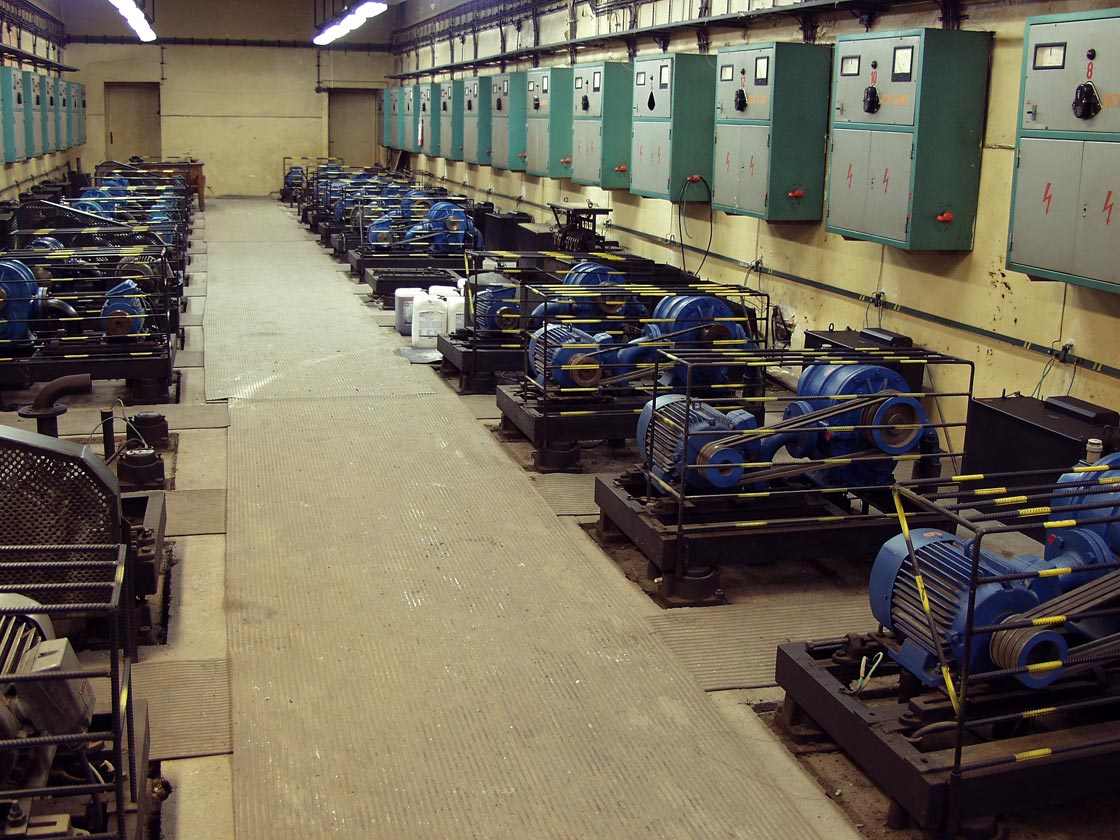
Машинное отделение в здании главпочтамта на улице Йиндржишска по координатам

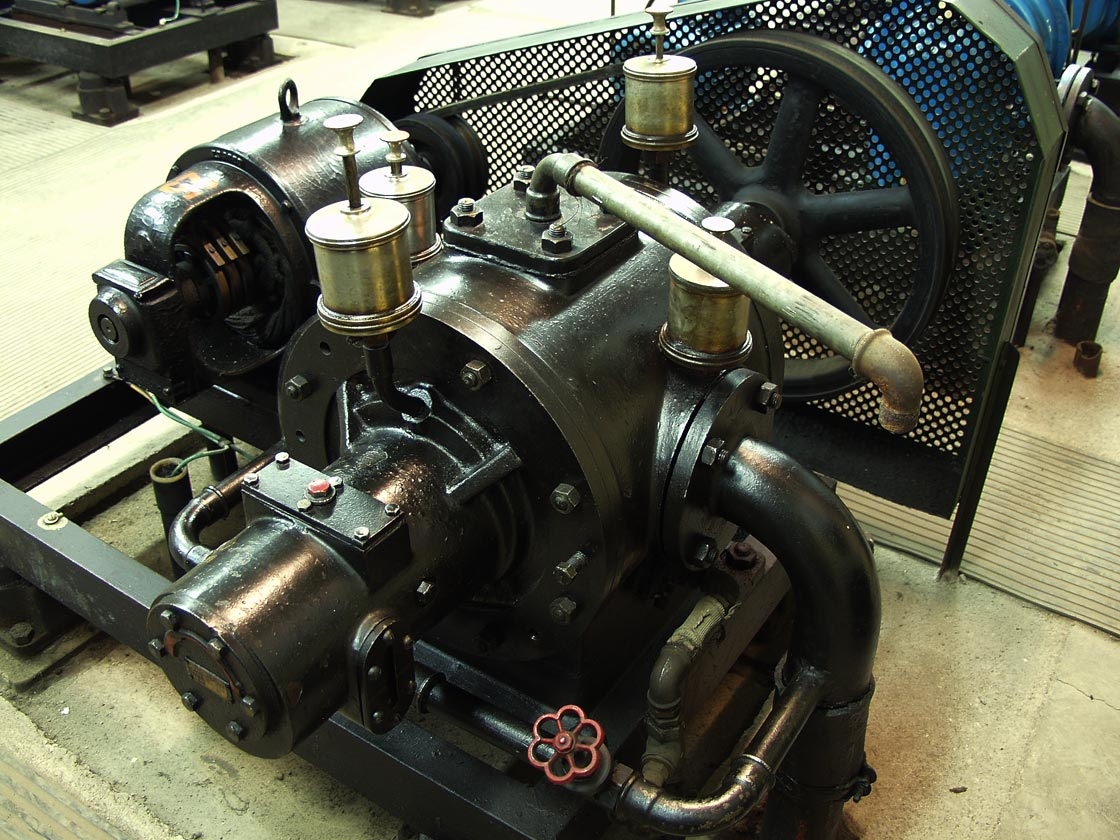
Оригинальный лопастной воздушный насос 1930-х годов

Каждая линия оборудована специальной силовой установкой, состоящей из воздушного насоса с электрическим приводом. Один насос может обслуживать не более 3 км трубопровода, поэтому на более длинных трассах необходимо использовать несколько насосов.
Насосы должны быть реверсивными, создавая либо давление, либо вакуум. Насосы присоединяются к трубам с помощью тройников. С обеих сторон тройника труба оборудована переключателями, активируемыми проходящей капсулой.
Сначала помпу переводят в режим всасывания, подтягивая капсулу к тройнику. Не долетев до него, капсула нажимает на первый переключатель, заставляя помпу работать в обратном направлении. Тем временем капсула достигает тройника. Когда он проходит тройник, помпа уже полностью реверсируется и начинает выталкивать капсулу.
Старые насосы были лопастными, с одной лопастью, установленной эксцентрично внутри цилиндра высотой 300 мм. Вместо этого в более поздних насосах используется вращающийся поршень.

## Пакеты
В капсулы можно загружать пакеты диаметром до 5 см и длиной до 30 см. Их вес может достигать 3 кг. В основном это были свернутые телеграммы, но перевозить можно было любую посылку в установленных пределах.
По понятным причинам запрещены опасные и коррозионно-активные вещества, которые могут повредить трубопровод. С другой стороны, скорость движения можно было регулировать, что позволяло перевозить хрупкие посылки.

## Линии и станции

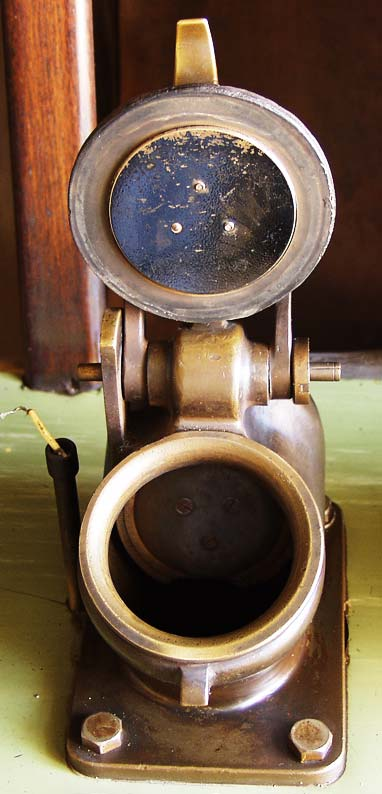
Входной люк линии, в который вставлялись капсулы

Сеть пражской пневмопочты состоит из пяти основных линий, расположенных по топологии звезды, оснащенных коммутаторами и концентраторами, а также абонентских линий. Общая протяженность линий составляет около 55 км. Некоторые из наиболее часто посещаемых сегментов имеют две трубы (по одной для каждого направления), но на большинстве полос движения используется одна труба, а направление определяется путем настройки насосов для работы в нужном направлении. Основные линии соединяют следующие почтовые отделения и бюро:
- Йиндржишска — Прага 2, Прага 3, Прага 10
- Йиндржишска — Прага 1, Прага 2
- Йиндржишска — Прага 5
- Йиндржишска — Прага 6
- Йиндржишска — Прага 7

Изначально было 16 абонентских линий, но до наших дней сохранилось только 7. Всего сегодня осталось 24 пневматические почтовые станции.
Сеть пересекает реку Влтаву в трех местах с использованием мостов (Главков мост, мост Манес и мост Легион).

## Штаб-квартира/коммутатор

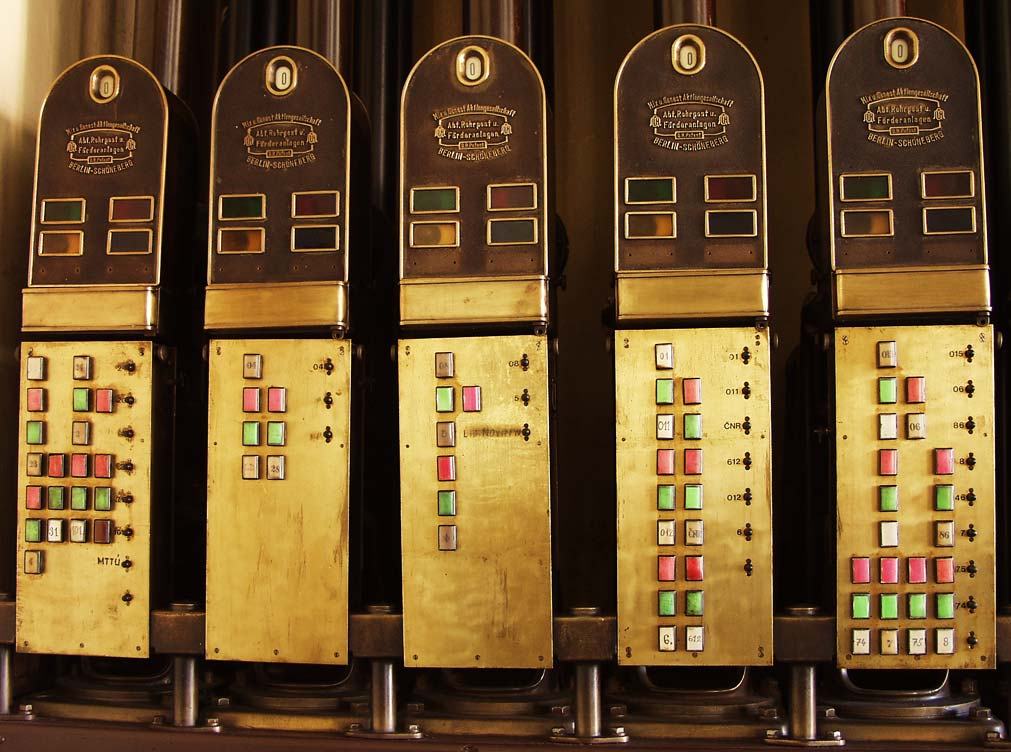
Контроллеры пяти основных линий со счетчиками, световыми индикаторами и переключателями

Все линии сходятся к главному почтамту на Йиндржишской улице. Здесь происходил учёт всех пакетов, и отсюда осуществлялся контроль и мониторинг сети. В этом же месте посылки переносились с одной линии на другую. Капсула в этом случае извлекалась из приемного кармана сотрудником, фиксировалась в журнале и после этого отправлялась по другой линии.
Текущее состояние линии указывалось световыми индикаторами на контроллере полосы движения. По одной и той же полосе можно было отправить до 10 пакетов с 30-секундными интервалами одновременно, хотя на практике это редко использовалось.
При отправке капсул на переключаемые линии капсулы должны были быть отправлены в заранее определённом порядке, поскольку переключение трубы на отвод можно было активировать только до начала передачи. Первая капсула направлялась на отвод, после чего переключатель автоматически возвращался в нейтральное положение, отправляя оставшиеся капсулы по основной трубе. Следовательно, при совместной передаче нескольких капсул, капсула, которая должна доставляться на ответвление, должна была отправляться первой.